# Palazzina Reale (Roma)
La Palazzina Reale di Villa Ada, situata nel cuore del parco di Villa Ada a Roma, è un importante monumento storico e culturale legato alla famiglia Reale di Casa Savoia, che la possedette in due distinti periodi. Questa elegante dimora servì come residenza di Vittorio Emanuele III di Savoia, Re d'Italia, e della sua famiglia dal 1904 fino al 1946. Nel 1997 la villa fu acquisita dalla Repubblica Araba d’Egitto e, da allora ospita l'ambasciata egiziana in Italia.
La Palazzina Reale è un esempio di architettura neoclassica e contiene al suo interno opere d'arte e arredi di pregio, testimonianze del lusso e dell'eleganza tipici delle residenze reali dell'epoca.

## Storia

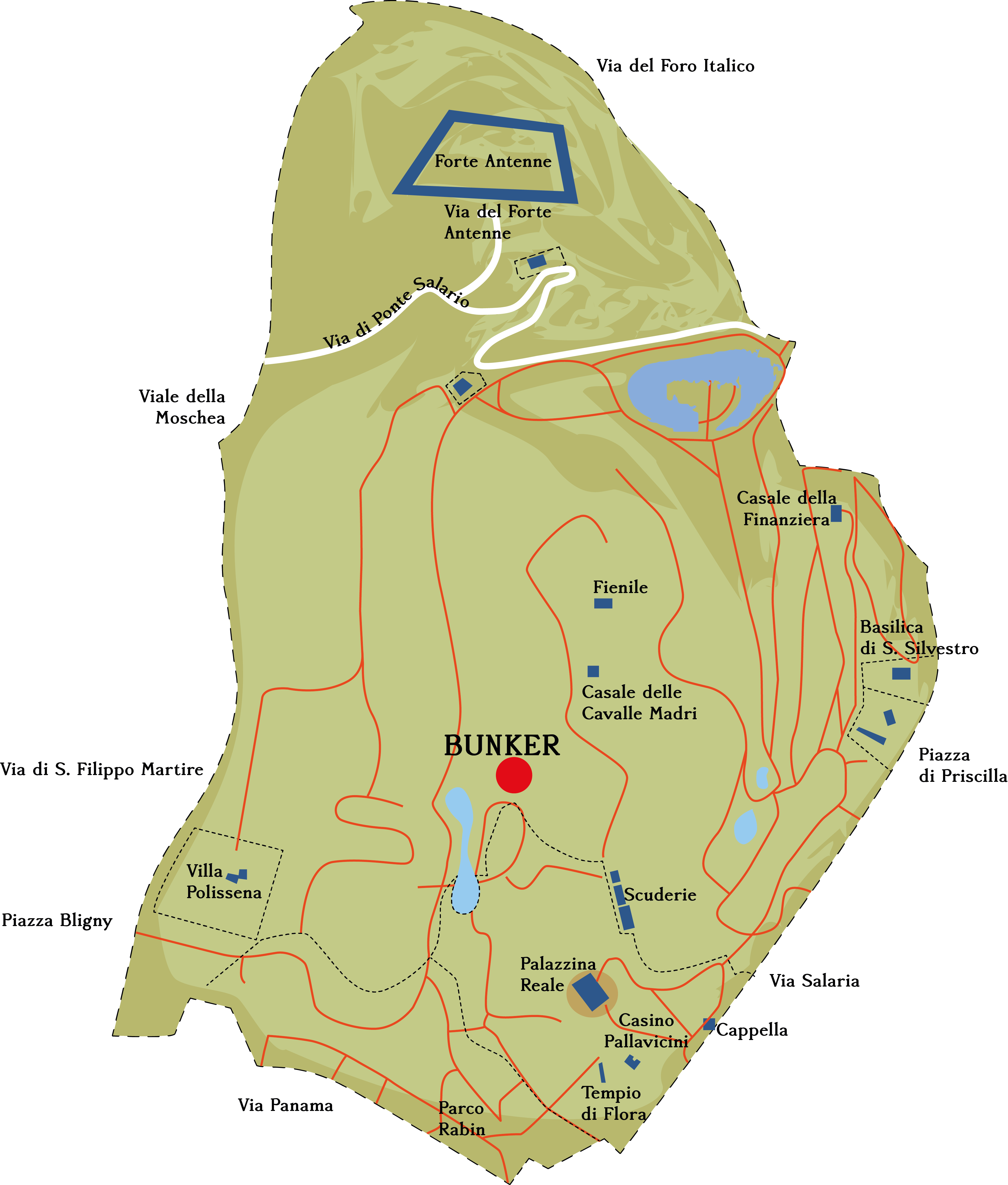
Mappa del parco di Villa Ada

La sua storia inizia nel Settecento quando la proprietà fu acquistata dalla Famiglia Pallavicini, che realizzò le prime sistemazioni nella zona, compresa la costruzione della caffetteria conosciuta come il Tempio di Flora.
Nel 1872, la tenuta passò alla famiglia Savoia e divenne una residenza reale quando fu acquistata dal Re Vittorio Emanuele II, il quale, con il trasferimento della corte a Roma, decise di ampliarla con l'acquisto di vigne confinanti. In pochi anni, furono costruiti il Casino Nobile e altre strutture residenziali e scuderie. Il giardino circostante venne trasformato in un parco all'inglese, arricchito con piante esotiche e piccole costruzioni, tra cui lo Chalet svizzero e la torre gotica.
Nel 1878, alla morte di Vittorio Emanuele, la sua villa a Roma, fu venduta al conte Giuseppe Telfener. Il conte diede alla villa il nome di sua moglie, Ada. Villa Ada rimase di proprietà del conte Tellfner dal 1878 al 1901.
Nel 1904, Vittorio Emanuele III, nipote di Vittorio Emanuele II, riacquistò Villa Ada e la donò a sua moglie.
In quell'occasione fu costruito il portale monumentale e la villa fu arricchita da nuovi elementi. L'architetto Raffaele Ojetti fu responsabile del progetto che si distinse per lo stile eclettico, amalgamando elementi di classicismo, barocco e neoclassicismo. 
Durante la Seconda Guerra Mondiale, nel 1941-1942, fu costruito il bunker a pianta circolare per ospitare la famiglia reale ed è situato all'interno del parco .
Dopo la fine della monarchia in Italia nel 1946, la Palazzina Reale e il parco di Villa Ada divennero proprietà dello Stato italiano e furono aperte al pubblico. 
Nel 1997, l'atto di acquisto dell'immobile e dell'area di pertinenza della Palazzina Reale di Villa Ada fu stipulato tra la società proprietaria e lo Stato egiziano per la somma di venticinque miliardi di lire. La Palazzina Reale, essendo un bene vincolato ai sensi della legge 1089/1939, era soggetta al diritto di prelazione del Ministero dei Beni Culturali italiano. Tuttavia, né il Ministero né il comune di Roma scelsero di esercitare tale diritto e di conseguenza la proprietà divenne dello stato d'Egitto.